# Décès en 1265
Décès
- 1261
- 1262
- 1263
- 1264
- 1265
- 1266
- 1267
- 1268
- 1269

Cette page dresse une liste de personnalités mortes au cours de l'année 1265 :
- 8 février : Houlagou Khan[1], petit-fils de Gengis Khan et frère de Kubilai Khan, fondateur de la dynastie mongole des Houlagides ou Il-khanides.
- 24 février : Roger IV de Foix, comte de Foix.
- 12 mai : Simon Stock, carme Anglais.
- 14 mai : Gilles de Santarem, médecin et religieux portugais, membre de l'ordre des dominicains.
- 15 ou le 17 mai : Albert Ier de Mecklembourg, prince du Mecklembourg.
- 29 mai : Rodolphe de Genève, comte de Genève.
- 26 juin : Anne de Bohême, duchesse consort de Pologne.
- 4 août : 
  - Simon V de Montfort, 6e comte de Leicester, tué à Evesham.
  - Hugh le Despencer, 1st Baron le Despencer (en), 1er baron le Despencer, tué à Evesham.
- 2 novembre : Iring von Reinstein-Homburg, évêque de Wurtzbourg.
- 3 décembre: Odofrède, juriste italien appartenant à la tradition des glossateurs de l'Université de Bologne.

- Rodolphe Bessaraba, dit le Noir, prince qui serait le fondateur légendaire de la principauté de Valachie aux dépens des Hongrois.
- Adélaïde de Brabant, dite également Alix de Brabant, Aleyde de Brabant ou encore Alix de Louvain, comtesse de Boulogne.
- Henri II Clément, maréchal de France.
- Felim mac Cathal Crobderg Ua Conchobair, roi de Connacht.
- Go-Fukakusa In no Shōshōnaishi, poétesse japonaise de l'époque de Kamakura.
- Godefroi Ier de Challant, seigneur de Challant, 5e vicomte d'Aoste.
- Magnus III de Man, dernier roi reconnu de l'île de Man.
- Philippe de Remy, Rémi, sire de Beaumanoir, poète français.
- Guillelma de Rosers, trobairitz Provençale.
- Ulrich Ier de Wurtemberg, comte de Wurtemberg, premier comte d'Urach.

## Crédit d'auteurs
- Cet article est partiellement ou en totalité issu de l'article intitulé « 1265 » (voir la liste des auteurs).